# Gundakar de Liechtenstein (1580-1658)
 Gundakar de Liechtenstein (parfois francisé en Gondacre est né le 30 janvier 1580 au château de Lednice, mort le 5 aout 1658 au château de Wilfersdorf) est prince de Liechtenstein à titre héréditaire à partir de 1623. Il est l'ancêtre de la maison des princes de Liechtenstein.

## Éléments de biographie
Gondacre de Liechtenstein est le troisième fils de Hartmann II de Liechtenstein, baron de Feldsberg (1544–1585), et de son épouse Anna Maria d'Ortenburg (1547–1601). Il est aussi le frère cadet de Charles Ier de Liechtenstein et de Maximilien Ier de Liechtenstein († 1643), prince d'Empire en 1623. Comme les autres membres de sa famille, il abandonne le luthéranisme à la fin du XVIe siècle et revient au catholicisme, faisant d'eux des ardents partisans de la Contre-Réforme. 
Son frère ainé, favori des empereurs Matthias du Saint-Empire et Ferdinand II du Saint-Empire, est prince d'Empire dès 1608 puis gouverneur de Silésie et duc d'Opava (en allemand Troppau) en 1614 et de Krnov (en allemand Jägerndorf) en 1623. Il fait de plus partie avec Charles d'Autriche-Styrie, prince-évêque de Breslau, du conseil de régence chargé de diriger le duché de Teschen (en polonais Cieszyn)  pendant l'absence entre 1617 et 1624 du duc Frédéric Guillaume de Cieszyn. Gondacre de Liechtenstein, veuf d'Agnès de Frise-Orientale († 1616), met à profit sa position pour contraindre l'héritière du duché Elisabeth Lucrèce, sa cadette d'une vingtaine d'années, à l'épouser le 23 avril 1618. Il est fait prince d'Empire en 1620. Cette dignité lui est confirmée à titre héréditaire en 1623. Malgré la naissance d'au-moins trois enfants, le mariage de Gondacre et de la duchesse est un échec et les époux se séparent officiellement dès 1626 et le demeurent jusqu'à leur mort.

## Union et postérité
En 1603, Gondacre épouse Agnès (1er janvier 1584 - † 28 février 1616) fille d'Ennon III de Frise orientale dont :
- Julienne (Juliana) (1605–1658) qui épouse en 1636 le comte Nicolas Fugger de Nordendorf (1596–1676) ;
- Élisabeth (1606–1630) ;
- Maximilienne Constance (Maximiliana Constanza) (3 janvier 1608; † 1642), qui épouse en 1630 le comte Matthias de Thurn et Valsassina ;
- César (Caesar) (1609–1610) ;
- Jeanne (Johanna) (1611–1611) ;
- Hartmann de Liechtenstein  (né le 9 février 1613 - † 11 février 1686) 2e, prince de Liechtenstein, ancêtre de la maison de Liechtenstein.

En 1618 Gondacre épouse en secondes noces Elisabeth Lucrèce de Cieszyn dont:
- Marie-Anne de Liechtenstein (née le 13 août 1621 – † 5 octobre 1655) ;
- Jean (Johann) Ferdinand de Liechtenstein (né le 27 décembre 1622 – † 9 janvier 1666) ;
- Albert de Liechtenstein (né le 8 mars, 1625 – † 1627).

## Source de la traduction
- (de) Cet article est partiellement ou en totalité issu de l’article de Wikipédia en allemand intitulé « Gundaker von Liechtenstein » (voir la liste des auteurs).